# Décès en 1055
Décès
- 1051
- 1052
- 1053
- 1054
- 1055
- 1056
- 1057
- 1058
- 1059

Cette page dresse une liste de personnalités mortes au cours de l'année 1055 :
- 11 janvier : Constantin IX Monomaque, empereur byzantin.
- 10 avril : Conrad II de Bavière, dit l'enfant, duc de Bavière.
- 26 mai : Adalbert d'Autriche, ou Adalbert le Victorieux , troisième margrave d'Autriche de la maison de Babenberg[1].
- 11 novembre : Bartélemy de Grottaferrata (en), abbé du monastère de Grottaferrata.
- 13 novembre : Welf III d'Altdorf, Welf de Carinthie ou Welf III, fils unique de Welf II, comte d'Altdorf et d'Imiza fille de Frédéric de Luxembourg.
- 5 décembre : Conrad Ier de Bavière, ou Conrad de Bonnegau ou Conrad de Zutphen, seigneur de Zutphen et duc de Bavière.

- Theodore Aaronios (en), gouverneur de Taron (Arménie).
- Mohammad Yousaf Abu al-Farah Tartusi (en), saint musulman.
- Bénédicte d'Esztergom (en), archevêque de Kalocsa et d'Esztergom.
- Bretislav Ier de Bohême, ou Bretislav Ier Premysl, dit le Guerrier, duc de Bohême.
- Gruffydd ap Rhydderch, roi de Glywysing et de Deheubarth.
- Guy Ier de Soissons, archevêque de Reims.
- Liao Xingzong, empereur de Chine.
- Máel Dúin (en), évêque de Saint Andrews.
- Muhsin ibn Qaid, troisième souverain de la dynastie berbère hammadide, qui règne sur le Maghreb central (Algérie).
- Nong Zhigao, héros admiré par le peuple Zhuang.
- Renard II de Sens, dit le mauvais ou Raynard II ou Renaud II est le 4° et dernier comte de Sens de la dynastie des Fromonides.
- Rinchen Zangpo (né en 958), traducteur bouddhiste tibétain. Envoyé par le roi de Gugé au Cachemire et en Inde, il traduit les textes canoniques et révise les tantras anciens. La fondation de temples dans tout le Tibet de l’Ouest lui est attribuée.
- Siward de Northumbrie, Sigurd Björnsson ou Siward le Danois, noble anglais.
- Spytihněv II de Bohême, Spytihněv II Premysl, duc de Bohême.
- Yan Shu (en), poète, calligraphe et homme d’État chinois.

date incertaine (1055 ou 1056)
- Samuel ibn Nagrela, une des premières autorités rabbiniques médiévales, grammairien, poète et talmudiste. Premier Juif (et l'un des seuls) à avoir pu occuper les fonctions de vizir (conseiller ou ministre) et de chef des armées d'un royaume d'al-Andalus, en l'occurrence celui de Grenade.

## Crédit d'auteurs
- Cet article est partiellement ou en totalité issu de l'article intitulé « 1055 » (voir la liste des auteurs).